# Antoon-Alfons Plevoets
Antoon-Alfons Plevoets (Sint-Truiden, 16 oktober 1883 - Tilburg, 6 juni 1965) was een Belgisch advocaat, Vlaams activist en lid van de Raad van Vlaanderen.

## Levensloop
Plevoets promoveerde in 1912 tot doctor in de rechten aan de Katholieke Universiteit Leuven. Samen met zijn studiegenoot Jozef Vrijdaghs liep hij stage bij meester Paul Bellefroid. Hij legde de eed af in het Nederlands en vestigde zich als advocaat in Hasselt en later in Sint-Truiden.
In deze laatste stad was hij actief in het Vlaamse verenigingsleven: de De Coninckvrienden, de Handelaars van Sint-Truiden en de Vlaamsche Katholieke Wacht. 
Hij sloot zich tijdens de Eerste Wereldoorlog aan bij het activisme. Hij trad toe tot Vrij Vlaanderen, de katholieke tegenhanger van Jong-Vlaanderen. In augustus 1917, na de bestuurlijke scheiding, werd hij benoemd tot afdelingshoofd Legaten en schenkingen in het Vlaams 'ministerie' van Justitie. In november 1917 werd hij lid van de Raad van Vlaanderen.
In november 1918 vluchtte hij naar Nederland, terwijl hij in België bij verstek veroordeeld werd tot twaalf jaar gevangenis. Hij vestigde zich in Tilburg, waar hij bibliothecaris werd van de Katholieke Leergangen.